# Бересфорд
Бересфорд (англ. Beresford) — містечко в Канаді, у провінції Нью-Брансвік, у складі графства Глостер.

## Населення
За даними перепису 2016 року, містечко нараховувало 4288 осіб, показавши скорочення на 1,4%, порівняно з 2011-м роком. Середня густина населення становила 220,9 осіб/км².
З офіційних мов обидвома одночасно володіли 3 170 жителів, тільки англійською — 325, тільки французькою — 780. Усього 35 осіб вважали рідною мовою не одну з офіційних.
Працездатне населення становило 57,8% усього населення, рівень безробіття — 9,1% (10,5% серед чоловіків та 7,3% серед жінок). 92% осіб були найманими працівниками, а 6,3% — самозайнятими.
Середній дохід на особу становив $38 364 (медіана $31 104), при цьому для чоловіків — $46 755, а для жінок $31 094 (медіани — $39 091 та $24 805 відповідно).
22,6% мешканців мали закінчену шкільну освіту, не мали закінченої шкільної освіти — 24,9%, 52,4% мали післяшкільну освіту, з яких 28,6% мали диплом бакалавра, або вищий.
| Статево-вікова структура населення | Статево-вікова структура населення | Статево-вікова структура населення | Статево-вікова структура населення | Статево-вікова структура населення |
| ---------------------------------- | ---------------------------------- | ---------------------------------- | ---------------------------------- | ---------------------------------- |
|                                    |                                    |                                    |                                    |                                    |
| Всього                             | Всього                             | 46,3%53,7%                         |                                    |                                    |
| 0 — 14 років                       | 0 — 14 років                       |                                    | 12,3%                              | 12,3%                              |
| 15 — 64 років                      | 15 — 64 років                      |                                    | 65,1%                              | 65,1%                              |
| 65 і більше                        | 65 і більше                        |                                    | 22,6%                              | 22,6%                              |
| 85 і більше                        | 85 і більше                        |                                    | 1,8%                               | 1,8%                               |
| Середній вік (років)               | Середній вік (років)               | 46,046,4                           | 46,2                               | 46,2                               |
| Медіана (років)                    | Медіана (років)                    | 50,150,4                           | 50,2                               | 50,2                               |
| — чоловіки — жінки                 |                                    |                                    |                                    |                                    |

| Походження мешканців:     | Походження мешканців:     | Походження мешканців: | Походження мешканців: | Походження мешканців: |
| ------------------------- | ------------------------- | --------------------- | --------------------- | --------------------- |
| Походження                |                           |                       | осіб                  | %                     |
| Корінні американці        | Корінні американці        |                       | 255                   | 6.04%                 |
| Інше північноамериканське | Інше північноамериканське |                       | 3 345                 | 79.27%                |
| Європейське               | Європейське               |                       | 1 610                 | 38.15%                |
| британське                | британське                |                       | 615                   | 14.57%                |
| французьке                | французьке                |                       | 1 275                 | 30.21%                |
| українське                | українське                |                       | 25                    | 0.59%                 |
| Латинськоамериканське     | Латинськоамериканське     |                       | 10                    | 0.24%                 |
| Карибське                 | Карибське                 |                       | 10                    | 0.24%                 |
| Африканське               | Африканське               |                       | 35                    | 0.83%                 |
| Азійське                  | Азійське                  |                       | 60                    | 1.42%                 |

| Зайнятість населення за галузями (за класифікацією NOC): | Зайнятість населення за галузями (за класифікацією NOC): | Зайнятість населення за галузями (за класифікацією NOC): | Зайнятість населення за галузями (за класифікацією NOC): | Зайнятість населення за галузями (за класифікацією NOC): |
| -------------------------------------------------------- | -------------------------------------------------------- | -------------------------------------------------------- | -------------------------------------------------------- | -------------------------------------------------------- |
|                                                          |                                                          |                                                          |                                                          |                                                          |
| Управління                                               | Управління                                               |                                                          | 10,7%                                                    | 10,7%                                                    |
| Бізнес, фінанси та адміністрування                       | Бізнес, фінанси та адміністрування                       |                                                          | 14,8%                                                    | 14,8%                                                    |
| Природничі та прикладні науки                            | Природничі та прикладні науки                            |                                                          | 4,8%                                                     | 4,8%                                                     |
| Охорона здоров'я                                         | Охорона здоров'я                                         |                                                          | 13,6%                                                    | 13,6%                                                    |
| Освіта, правозахист, муніципальні та урядові служби      | Освіта, правозахист, муніципальні та урядові служби      |                                                          | 12,9%                                                    | 12,9%                                                    |
| Мистецтво, культура, відпочинок та спорт                 | Мистецтво, культура, відпочинок та спорт                 |                                                          | 2,1%                                                     | 2,1%                                                     |
| Роздрібна торгівля та послуги                            | Роздрібна торгівля та послуги                            |                                                          | 24,5%                                                    | 24,5%                                                    |
| Гуртова торгівля, транспорт та обладнання                | Гуртова торгівля, транспорт та обладнання                |                                                          | 12,1%                                                    | 12,1%                                                    |
| Природні ресурси, сільське господарство                  | Природні ресурси, сільське господарство                  |                                                          | 1,2%                                                     | 1,2%                                                     |
| Виробництво                                              | Виробництво                                              |                                                          | 3,1%                                                     | 3,1%                                                     |

## Клімат
Середня річна температура становить 4,2°C, середня максимальна – 22,3°C, а середня мінімальна – -16,8°C. Середня річна кількість опадів – 1 043 мм.
| Клімат поселення                              | Клімат поселення | Клімат поселення | Клімат поселення | Клімат поселення | Клімат поселення | Клімат поселення | Клімат поселення | Клімат поселення | Клімат поселення | Клімат поселення | Клімат поселення | Клімат поселення | Клімат поселення |
| Показник                                      | Січ.             | Лют.             | Бер.             | Квіт.            | Трав.            | Черв.            | Лип.             | Серп.            | Вер.             | Жовт.            | Лист.            | Груд.            |                  |
| Середній максимум, °C                         | −5,02            | −3,92            | 1,59             | 8,06             | 14,78            | 20,57            | 22,30            | 21,47            | 16,39            | 10,46            | 4,36             | −3,24            |                  |
| Середня температура, °C                       | −10,95           | −9,84            | −4,31            | 2,17             | 8,88             | 14,65            | 18,62            | 17,80            | 12,72            | 6,77             | 0,68             | −6,91            |                  |
| Середній мінімум, °C                          | −16,84           | −15,72           | −10,21           | −3,74            | 2,97             | 8,77             | 14,94            | 14,12            | 9,05             | 3,09             | −2,99            | −10,57           |                  |
| Норма опадів, мм                              | 86               | 64               | 79               | 78               | 87               | 85               | 97               | 101              | 78               | 96               | 97               | 95               |                  |
| Середньомісячна швидкість вітру, м/с          | 4.76             | 4.68             | 4.60             | 4.37             | 4.08             | 3.75             | 3.38             | 3.44             | 3.75             | 4.25             | 4.47             | 4.69             |                  |
| Середньомісячна сонячна радіація, кДж/м²·день | 5025             | 8482             | 12328            | 15552            | 18447            | 20229            | 19689            | 17290            | 12648            | 7876             | 4637             | 3696             |                  |
| --------------------------------------------- | ---------------- | ---------------- | ---------------- | ---------------- | ---------------- | ---------------- | ---------------- | ---------------- | ---------------- | ---------------- | ---------------- | ---------------- | ---------------- |
| Джерело:                                      |                  |                  |                  |                  |                  |                  |                  |                  |                  |                  |                  |                  |                  |